# Déclaration de Damas
La Déclaration de Damas (arabe : إعلان دمشق est un engagement d'unité pris par différentes figures de l'opposition syrienne en octobre 2005. Elle qualifie le gouvernement syrien d'"hégémonique", "totalitaire" et "sectaire" et appelle à des réformes "pacifiques et graduelles" fondées sur un accord, et basées sur le dialogue et la reconnaissance de l'autre.
Le document, long de cinq pages, dévoilé lors d'une conférence de presse clandestine, fut signé par plus de 250 "figures majeures de l'opposition" ainsi que par des partis et groupes "religieux comme laïcs, arabes comme kurdes". Il fut considéré comme primordial que la déclaration inclut le puissant groupe des Frères musulmans de Syrie, ainsi que des groupes laïcs. La déclaration appelle à une "solution juste pour la question des Kurdes de Syrie dans le but d'assurer une égalité des droits entre ces derniers et tous les autres citoyens syriens".
C'est le journaliste et militant syrien Michel Kilo qui fut à l'origine de cette déclaration, après que l'écrivain et penseur syrien Abdulrazak Eid en eut rédigé une première ébauche. Son premier signataire est Riad Seif, également militant. Les "cinq petits groupes d'opposition" signataires de cette déclaration sont le Rassemblement National Démocratique, l'Alliance Démocratique Kurde, les Comités de la Société Civile, le Front Démocratique Kurde et le Mouvement de l'Avenir.
Douze membres du Conseil National de la Déclaration de Damas furent déjà condamnés à deux ans et demi de prison en octobre 2008. Selon un câble diplomatique confidentiel datant de mars 2009, le président syrien Bachar el-Assad, à la suite d'une déclaration du sénateur U.S Cardin faisant état de la situation de certains citoyens syriens incarcérés pour leurs positions politiques, déclara : « Nous sommes un pays en cours de réforme. Nous ne sommes pas parfaits. Vous parlez de douze personnes parmi 20 millions de Syriens. C'est un processus. Nous allons vers l'avant, lentement, mais sûrement ». Il ajouta que ces personnes sont accusées d'avoir été en contact avec un individu au Liban ayant incité les États-Unis à attaquer la Syrie, et que ceci constituait une violation de la loi. En réponse à la suggestion du sénateur, faite à la Syrie, de se conformer à la légalité internationale, Assad répondit : « Vous ne voyez nulle part de légalité internationale dans cette région », en référence à la situation d'environ 500 000 réfugiés palestiniens en Syrie, en concluant qu'il ne jouirait pas d'autant de popularité s'il allait à l'encontre de son peuple.